# Fringilla
Fringilla és un gènere d'ocells de la família dels fringíl·lids (Fringillidae). Aquests pinsans viuen a la zona paleàrtica i algunes illes atlàntiques. Aquest gènere és l'únic de la subfamília dels fringil·lins (Fringillinae) Se n'han descrit quatre espècies dins aquest gènere:
- Fringilla coelebs - pinsà comú.
- Fringilla teydea - pinsà blau de Tenerife.
- Fringilla polatzeki - pinsà blau de Gran Canària.
- Fringilla montifringilla - pinsà mec.